# Prusice
Prusice (germană Prausnitz) este un oraș în Polonia.